# Orchamps
Orchamps és un municipi francès situat al departament del Jura i a la regió de Borgonya - Franc Comtat. L'any 2007 tenia 1.031 habitants.

## Demografia

### Població
El 2007 la població de fet d'Orchamps era de 1.031 persones. Hi havia 435 famílies de les quals 154 eren unipersonals (73 homes vivint sols i 81 dones vivint soles), 118 parelles sense fills, 126 parelles amb fills i 37 famílies monoparentals amb fills.
La població ha evolucionat segons el següent gràfic:
Habitants censats

### Habitatges
El 2007 hi havia 508 habitatges, 444 eren l'habitatge principal de la família, 18 eren segones residències i 45 estaven desocupats. 289 eren cases i 215 eren apartaments. Dels 444 habitatges principals, 217 estaven ocupats pels seus propietaris, 211 estaven llogats i ocupats pels llogaters i 15 estaven cedits a títol gratuït; 14 tenien una cambra, 37 en tenien dues, 98 en tenien tres, 142 en tenien quatre i 153 en tenien cinc o més. 296 habitatges disposaven pel capbaix d'una plaça de pàrquing. A 208 habitatges hi havia un automòbil i a 153 n'hi havia dos o més.

### Piràmide de població
La piràmide de població per edats i sexe el 2009 era:
| Homes | Edats   | Dones |
| ----- | ------- | ----- |
| 0     | 95 o +  | 0     |
| 0     | 90 a 94 | 0     |
| 8     | 85 a 89 | 12    |
| 0     | 80 a 84 | 8     |
| 36    | 75 a 79 | 32    |
| 24    | 70 a 74 | 52    |
| 20    | 65 a 69 | 40    |
| 12    | 60 a 64 | 24    |
| 16    | 55 a 59 | 16    |
| 44    | 50 a 54 | 24    |
| 28    | 45 a 49 | 28    |
| 40    | 40 a 44 | 28    |
| 20    | 35 a 39 | 28    |
| 44    | 30 a 34 | 28    |
| 48    | 25 a 29 | 28    |
| 44    | 20 a 24 | 52    |
| 52    | 15 a 19 | 32    |
| 28    | 10 a 14 | 28    |
| 24    | 5 a 9   | 40    |
| 32    | 0 a 4   | 12    |

## Economia
El 2007 la població en edat de treballar era de 651 persones, 483 eren actives i 168 eren inactives. De les 483 persones actives 432 estaven ocupades (243 homes i 189 dones) i 52 estaven aturades (18 homes i 34 dones). De les 168 persones inactives 46 estaven jubilades, 66 estaven estudiant i 56 estaven classificades com a «altres inactius».

### Ingressos
El 2009 a Orchamps hi havia 463 unitats fiscals que integraven 1.052 persones, la mediana anual d'ingressos fiscals per persona era de 15.505 €.

### Activitats econòmiques
Dels 41  establiments que hi havia el 2007, 2 eren d'empreses extractives, 1 d'una empresa alimentària, 2 d'empreses de fabricació d'altres productes industrials, 7 d'empreses de construcció, 9 d'empreses de comerç i reparació d'automòbils, 6 d'empreses de transport, 1 d'una empresa d'hostatgeria i restauració, 1 d'una empresa financera, 1 d'una empresa immobiliària, 2 d'empreses de serveis, 4 d'entitats de l'administració pública i 5 d'empreses classificades com a «altres activitats de serveis».
Dels 15 establiments de servei als particulars que hi havia el 2009, 1 era una gendarmeria, 1 oficina de correu, 1 una oficina bancària, 2 funeràries, 1 paleta, 3 fusteries, 1 lampisteria, 2 perruqueries, 1 restaurant, 1 agència immobiliària i 1 saló de bellesa.
Dels 5 establiments comercials que hi havia el 2009, 1 era una botiga de més de 120 m², 1 una botiga de menys de 120 m², 1 una fleca, 1 una peixateria i 1 una joieria.
L'any 2000 a Orchamps hi havia 5 explotacions agrícoles.

## Equipaments sanitaris i escolars
L'únic equipament sanitari que hi havia el 2009 era una farmàcia.
El 2009 hi havia una escola elemental.

## Poblacions més properes
El següent diagrama mostra les poblacions més properes.